# Hlásna rieka
Hlásna rieka je potok na horní Oravě, na území okresu Námestovo. Jde o levostranný přítok Polhoranky a měří 5,6 km a je tokem V. řádu.

## Pramen
Pramení v Oravských Beskydech, kde pramení v podcelku Babia hora, na západním svahu Malé Babí hory (1 514,8 m n. m.) v nadmořské výšce přibližně 1 300 m n. m., nedaleko slovensko-polské státní hranice.

## Popis toku
Teče v podstatě západním směrem, avšak vytváří tři výrazné oblouky. Zleva přibírá přítok zpod Borsučie (1 004,0 m n. m.), protéká údolím Borsučie a zprava přibírá přítok zpod hraničního hřebene. Na dolním toku vstupuje do podcelku Polhoranská vrchovina, výrazněji rozšiřuje své koryto a z pravé strany přibírá přítok zpod Priehyby. Na katastrálním území obce Oravská Polhora, ústí v nadmořské výšce cca 788 m n. m. do Polhoranky.